# Centre culturel de Vanuatu
Le Centre culturel de Vanuatu (en bichelamar : Vanuatu Kaljoral Senta ou VKS), fondé en 1952, est l'institution culturelle nationale du Vanuatu. Il est situé dans la capitale Port-Vila.
De 1995 à 2006, le VKS était dirigé par Ralph Regenvanu. De 2007 à novembre 2014, Abong Marcelin a pris ses fonctions de directeur. Ambong Thompson a été directeur par intérim avant la prise de fonction de Richard Shing.

## L'Institution
Se décrivant comme « une organisation œuvrant à l'enregistrement et à la promotion des diverses cultures » du Vanuatu, le Centre culturel de Vanuatu joue le rôle d'organisme national de préservation, de protection et de promotion des différents aspects de la culture de l'archipel ». Le Centre culturel du Vanuatu est une organisation parapluie qui comprend :
- Le Musée national de Vanuatu
- Unité nationale du film et du son
- Le site culturel et historique de Vanuatu
- Les Archives nationales
- La Bibliothèque nationale
- La Bibliothèque publique
- L'Unité de terrain
- Le centre culturel Tafea (Lenakel, Tanna)
- VKS E-Press

Son objectif est de répertorier et de promouvoir les cultures autochtones traditionnelles de Vanuatu sous leurs différents aspects - du dessins sur le sable à la musique, en passant par le saut du gol, d'autres « pratiques coutumières » et le « savoir autochtone » - mais aussi « l'art et la musique contemporains ». Certains projets ont été réalisés en partenariat avec d'autres musées et institutions internationales comme le British Museum, le Musée d'archéologie et d'anthropologie de l'Université de Cambridge, le Musée Field de Chicago, le Musée national d'Australie ou encore l’UNESCO avec la Maison de l'Unesco.
Parmi ses projets figure le projet de collection de traditions orales, lancé en 1976, décrit comme « sans aucun doute le programme de documentation culturelle populaire le plus réussi du Pacifique ».
Le Centre produit des programmes de radio et des vidéos destinés à la promotion, à la préservation ou à la revitalisation de la culture. En 1996, la collection du Centre contenait « environ 2 500 heures de cassettes audio, 2 300 heures de cassettes vidéo, 23 heures de séquences de 16 mm, 30 heures de séquences de 8 mm, 3 000 débuts (jusqu'à 1950) en noir et blanc et environ 4000 diapositives, négatifs couleur et négatifs noir et blanc ». L'accès à certains de ces documents est restreint, étant tabou. Certains documents sont accessibles uniquement aux hommes, d'autres uniquement aux femmes et d'autres uniquement aux membres de groupes culturels autochtones particuliers.